# 華盛頓號戰艦 (BB-47)
華盛頓號戰艦（USS Washington BB-47）是一艘美國海軍未建成的戰艦，原為科羅拉多級戰艦的三號艦。她是美軍第二艘以華盛頓州為名的軍艦。
華盛頓號在1919年於紐約造船廠建造，於1921年下水。翌年美國簽訂華盛頓海軍條約，按照條約美國必須停止建造華盛頓號。其時華盛頓號的工程進度約莫為75.9%。1924年華盛頓號的艦體被拖到外海，用作靶艦擊沉。